# 亚历山大·辛克莱
亚历山大·辛克莱（英語：Alexander Sinclair，1911年6月28日—2002年10月2日），加拿大男子冰球运动员，场上位置是前锋。他曾代表加拿大参加1936年冬季奥林匹克运动会冰球比赛，获得一枚银牌。